# 加岛哀鸽
加岛哀鸽（学名：Zenaida galapagoensis）是鸠鸽科动物，是加拉帕戈斯群岛的特有種，是一种很常见的鸟类，喜栖息於开放或半开放环境，特别是群岛的干旱低地。

## 形态
全長18至23公分，平均20公分。翼展50至56公分。头部和胸部为红褐色，腹部带有黄褐色。眼睛周围为一圈天蓝色，足为红色。

## 亚种
- Z. g. galapagoensis：主要分布於除達爾文島、沃爾夫島和南普拉薩島以外的其他岛。[5]
- Z. g. exsul：分布於達爾文島和沃爾夫島，体型稍大。[5]

## 参考文献

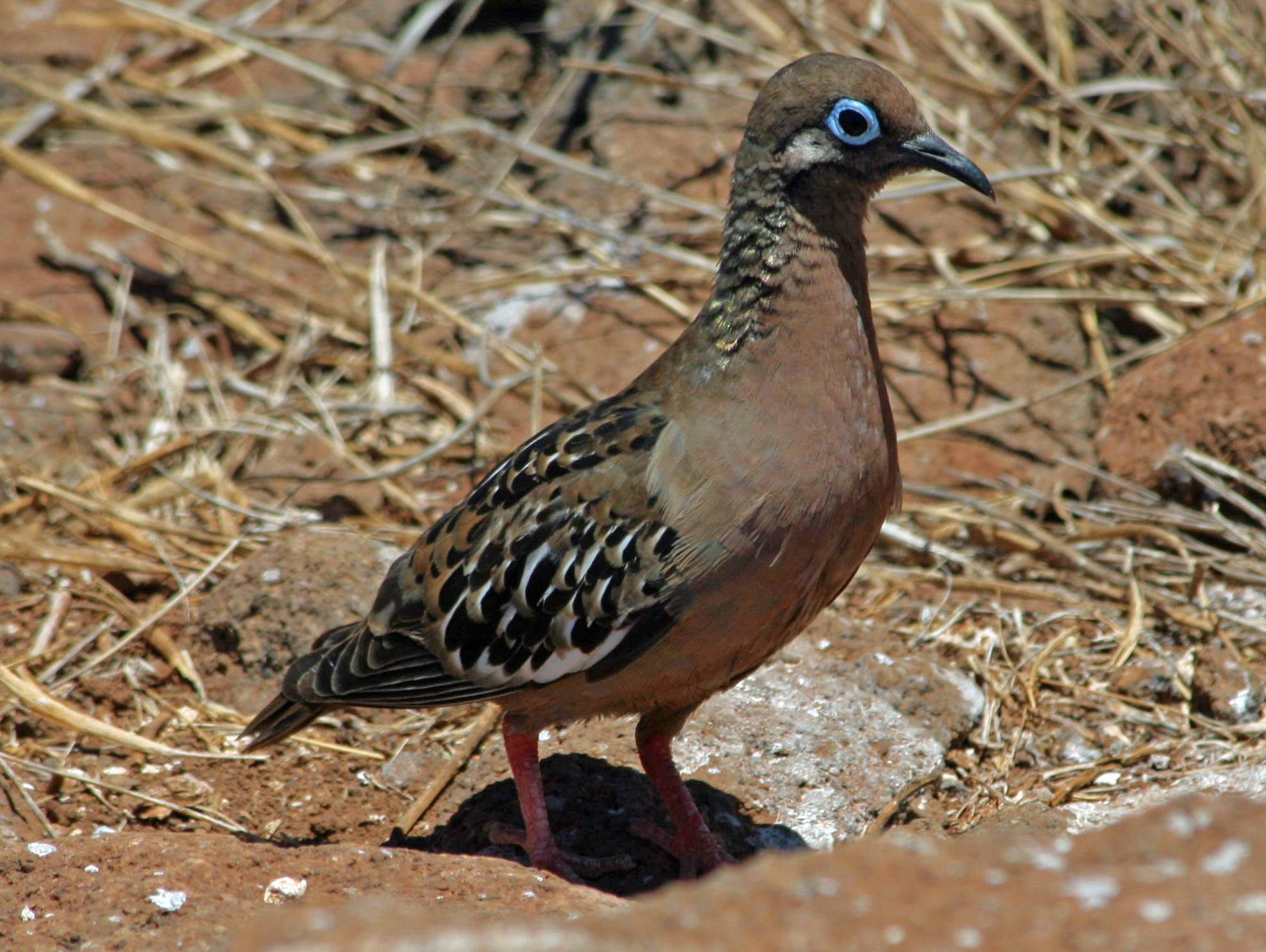

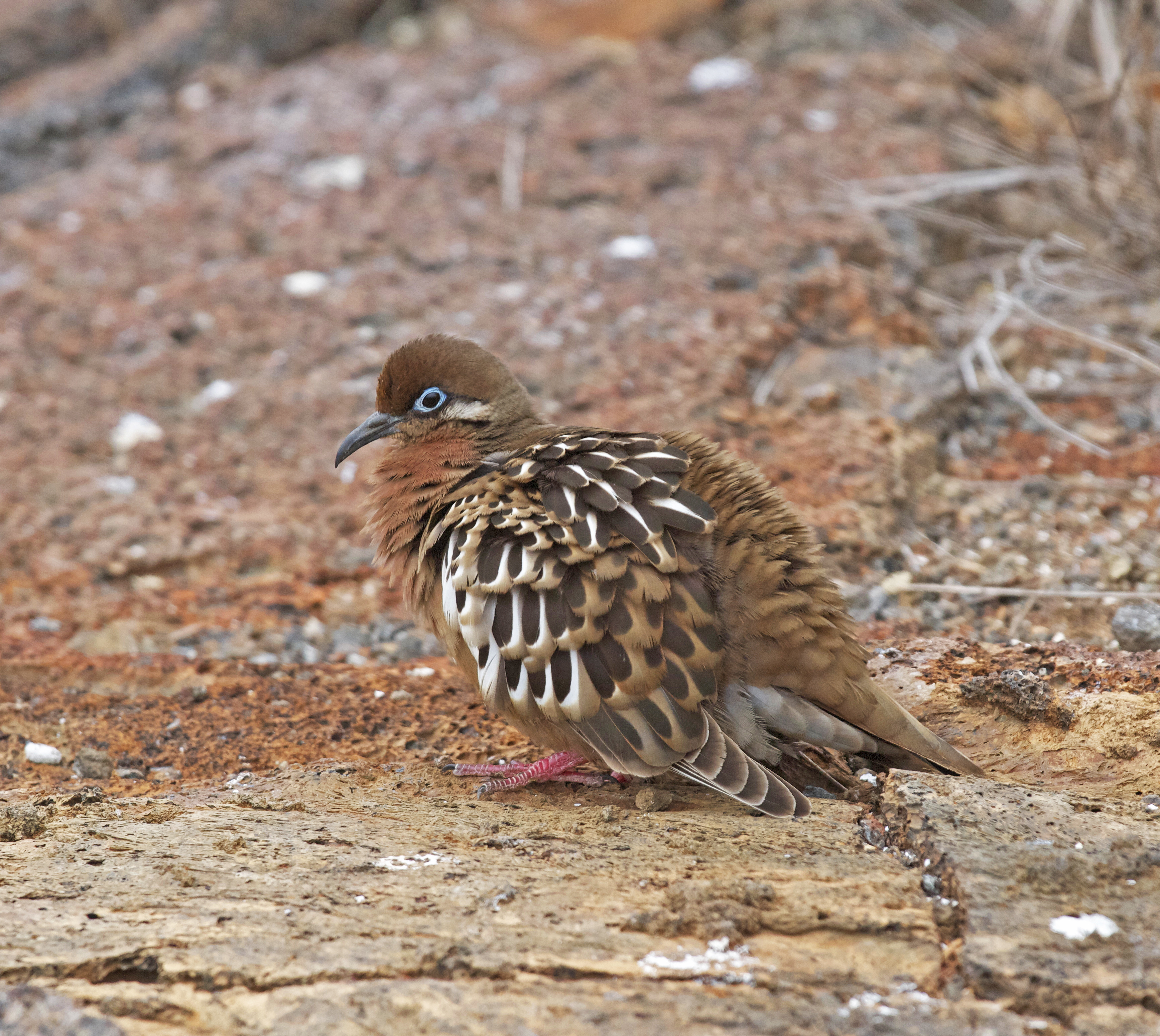
赫諾韋薩島上的加岛哀鸽